# رایان بوت
رایان بوت (انگلیسی: Ryan Boot؛ زادهٔ ۹ نوامبر ۱۹۹۴) بازیکن فوتبال اهل بریتانیا است.
از باشگاه‌هایی که در آن بازی کرده‌است می‌توان به باشگاه فوتبال مکلسفیلد تاون و باشگاه فوتبال ووستر سیتی اشاره کرد.
وی همچنین در تیم ملی فوتبال England C بازی کرده‌است.